# Dr. Divnoláska aneb Jak jsem se naučil nedělat si starosti a mít rád bombu
Dr. Divnoláska aneb Jak jsem se naučil nedělat si starosti a mít rád bombu je film z žánru černého humoru z roku 1964, který satirizuje studenou válku a hrozbu jaderné války. Film byl režírovaný, produkovaný a spolunapsaný Stanley Kubrickem s hlavními rolemi pro Petera Sellerse (v trojroli) a George C. Scotta a vedlejšími rolemi pro Sterlinga Haydena, Keenana Wynna a Tracy Reed. Film byl natočen podle volné předlohy na motivy románu Red Alert spisovatele Petera George.

## Děj
Příběh se týká pomateného generála Letectva Spojených států amerických, který se domnívá, že ruští záškodníci otrávili pitnou vodu v USA. Nařídí jaderný útok prvního úderu na Sovětský svaz a zabarikáduje se na své základně. Prezident USA nařídí základnu dobýt a letku bombardérů s atomovými bombami odvolat. Generál spáchá sebevraždu, Sověti přiznají existenci protizbraně schopné zničit celou Zemi. Jeden z US bombardérů se odvolat nepodaří a sebezničující válka může začít.

## Obsazení
| Peter Sellers    | group captain Lionel Mandrake, prezident Merkin Muffley, Dr. Divnoláska |
| George C. Scott  | generál "Buck" Turgidson                                                |
| Sterling Hayden  | brigádní generál Jack D. Ripper                                         |
| Keenan Wynn      | plukovník "Bat" Guano                                                   |
| Slim Pickens     | major "King" Kong                                                       |
| Peter Bull       | ruský velvyslanec Alexi de Sadesky                                      |
| James Earl Jones | poručík Lothar Zogg                                                     |
| Tracy Reed       | slečna Scottová                                                         |
| Jack Creley      | pan Jack Creley                                                         |
| Robert O'Neil    | admirál Randolph                                                        |
| Frank Berry      | poručík Dietrich                                                        |
| Glenn Beck       | poručík Kivel                                                           |
| Roy Stephens     | Frank                                                                   |
| Shane Rimmer     | kapitán "Ace" Owens                                                     |

## Zajímavost
Dr. Strangelove syndrome je populární název pro neurologické onemocnění zvané syndrom cizí ruky v anglicky mluvících zemích.